# تايب 88 (دبابة)
تايب 88  (بالإنجليزية: Type 88 tank)‏ هي سلسلة من الجيل الثاني من دبابات القتال الرئيسية دخلت الخدمة في ثمانينات القرن العشرين.

## مستخدمون
- ميانمار
- باكستان
- السودان